# 芬梨道

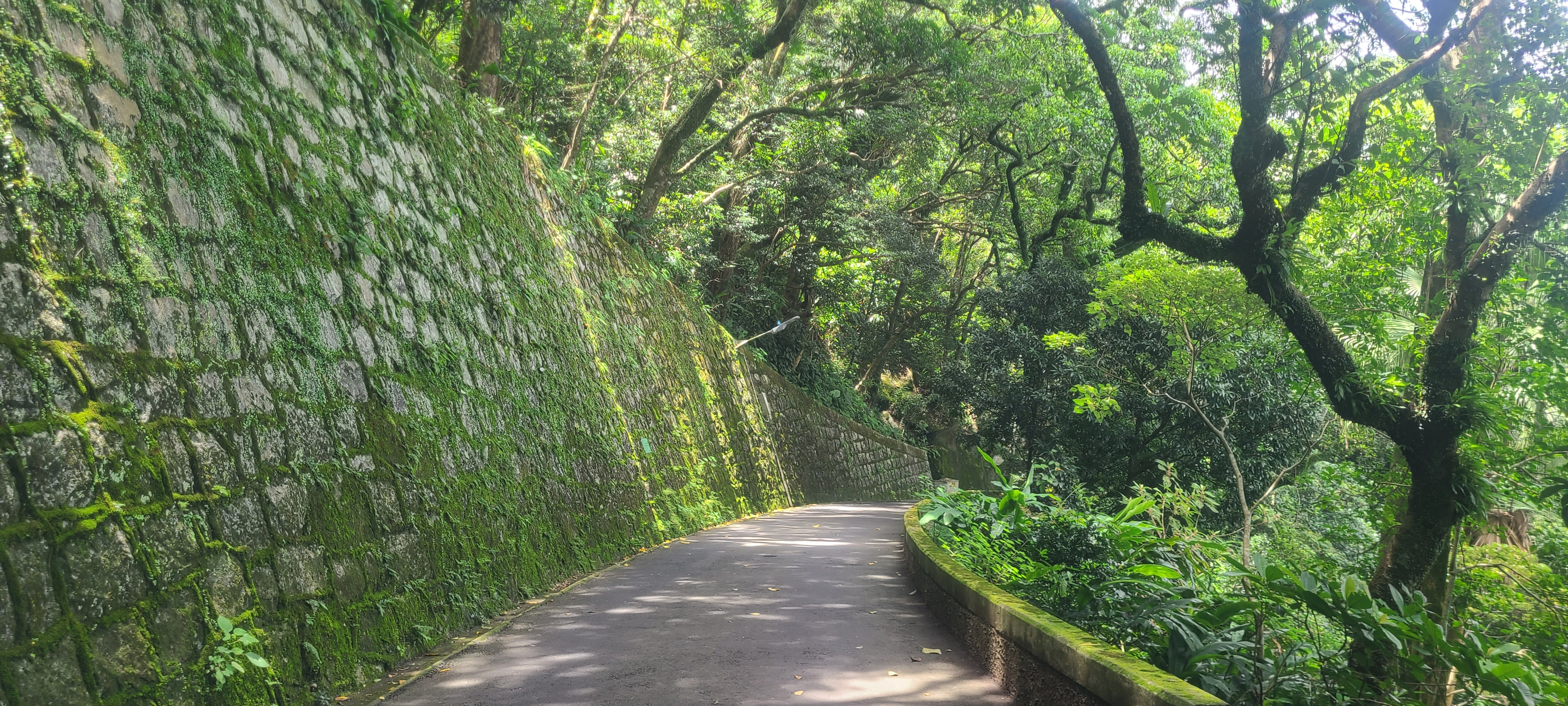
芬梨道

芬梨道（英語：Findlay Road，又作芬尼道）是香港港島太平山頂的一條道路。道路東西走向，西起山頂道、柯士甸山道、夏力道及盧吉道交界，東接施勳道及種植道交界。此外，該處還有一條大約與之平行的芬梨徑（英語：Findlay Path，又作芬尼徑）。道路是以山頂纜車及前山頂酒店創辦人亞歷山大·芬梨·史密夫命名。

## 沿路著名地點
- 凌霄閣及山頂纜車山頂站
- 山頂廣場音樂噴泉
- 芬梨道獅子亭